# Порождение (Блейк)

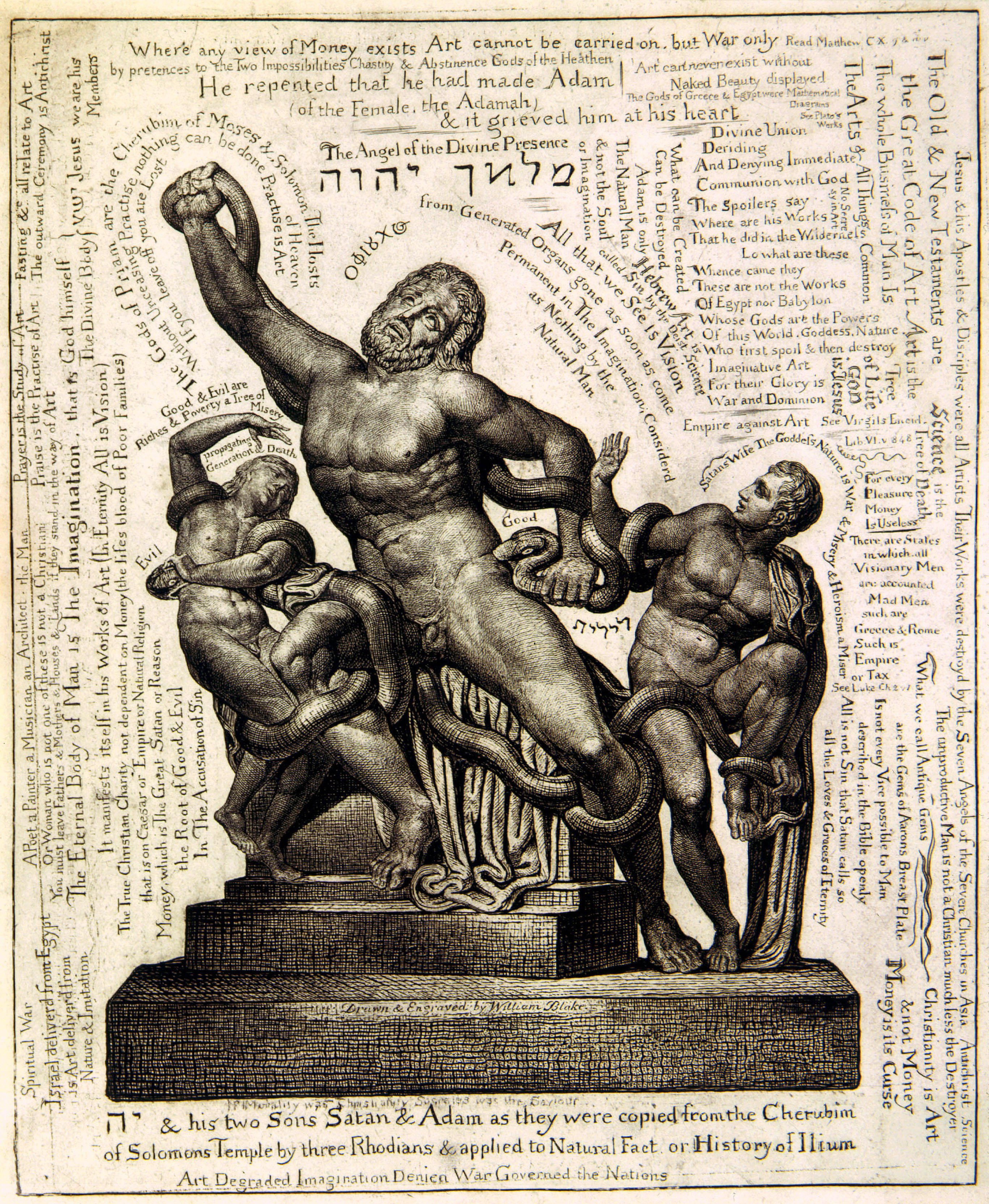
Уильям Блейк: «Лаокоон» (ок. 1826–27)

Порождение (Generation) — в сложной мифологической системе Блейка это одно из четырёх духовных состояний, через которые проходит Вселенная.
Английское слово «Generation» — ёмкое по своему значению и переводится на русский язык как «род», «потомство», «племя», «генерация», «поколение», «возникновение», «зарождение» и «порождение». Последнее из этих слов, традиционно используется переводчиками и комментаторами Блейка для обозначения этого сложного понятия. С. Фостер Дэймон в своём «Блейковском словаре» («A Blake Dictionary: The Ideas and Symbols of William Blake») объясняет этот блейковский термин как «акт истинной любви»; а также как «простейший путь к Вечности». Он пишет, что Порождение «двоично» и «вегетативно», а также, что «Порождение — это образ Возрождения» (или «Восстановления» — буквально: Generation «is the the image of Regeneration») Это «место рождения Агнца Божьего»
«Мир Порождения» представляет собой «дарвинскую борьбу за существование» и означает «пожирать и быть пожираемым».. Это «Порождение гниения и смерти», состояние, когда «жизнь живёт за счёт смерти, с аппетитом пожирая всё вокруг, и одно кормится другим».
Это цикл жизни и смерти для всего живущего — наш обычный мир; иными словами, состояние природы в её непрерывном цикле рождения и смерти, растительный, «вегетативный» мир. Над ним находится Эдем (человеческое совершенство) и Беула (призрачный Рай), ниже — Ульро (мёртвая материя). Таким образом, в четырёхсложной структуре Мироздания, по Блейку, это такое состояние, когда происходит «распад органической связи между человеком и Богом, человеком и другими людьми».  Доминирующая «эмоция» присущая Порождению — интеллект.
Термин этот употребляется Блейком в его поздних произведениях, главным образом в его пророческих поэмах «Вала или Четыре Зоа», «Мильтон» и «Иерусалим, Эманация гиганта Альбиона». Так в поэме «Вала или Четыре Зоа», Ночь седьмая  (ок. 1795–1804),  рассказывается как «первенец Порождения Уризен, князь Света» был рождён от союза «Вечного Человека» (Альбиона) с Природой (Валой).
Однако о Порождении говорится также и в лирике Блейка, например в стихотворении «К Фирце» из Песен Опыта, первые строки которого: "Whate'er is Born of Mortal Birth, / Must be consumed with the Earth / To rise from Generation free..." следует понимать так: «Всё, что рождено смертным рождением / Должно быть поглощено землёй, / Чтобы восстать из Порождения свободным». Однако в известных русских поэтических переводах стихотворения этот важный блейковский термин даже не упомянут, видимо, из-за сложности его трактовки.
В своём позднейшем произведении «Лаокоон» (ок. 1826–27) Блейк писал: «Добро и Зло  есть Богатство и Бедность — это Древо Скорби, плодящее Порождение и Смерть.»